# Filip Kraljević
Filip Kraljević (ur. 13 grudnia 1989 w Mostarze) – chorwacki koszykarz występujący na pozycji środkowego, obecnie zawodnik HydroTrucka Radom.
13 sierpnia 2022 zawarł kontrakt z HydroTruckiem Radom.

## Osiągnięcia
Stan na 27 lutego 2022, na podstawie, o ile nie zaznaczono inaczej.
Drużynowe
- Mistrz :
  - Chorwacji (2021)
  - Bośni i Hercegowiny (2019)
- Zdobywca Pucharu Chorwacji (2021)
- Finalista Pucharu Chorwacji (2015, 2016)

Indywidualne
- MVP kolejki ligi chorwackiej (3 – 2015/2016)
- Uczestnik meczu gwiazd ligi chorwackiej (2014, 2015)
- Lider ligi adriatyckiej w blokach (2013, 2015)

Reprezentacja
- Uczestnik mistrzostw Europy U–20 (2009 – 8. miejsce)